# IRIN
IRIN（Integrated Regional Information Networks, 統合地域情報ネットワーク）は1995年に設立された国際連合人道問題調整事務所 (OCHA) によるアジアの一部、中東、サブサハラ・アフリカにおける、紛争・災害情報等の普及を目的とした独立した報道部門である。1994年のルワンダ虐殺と大湖沼地帯での難民危機を契機として人道援助関係者その他に広く情報を提供する目的で設置された。
ルワンダ虐殺とその後の難民危機の規模と複雑さは各援助団体の情報網を圧倒していた。このため、援助関係者とその本部は共同で IRIN をつくり、時宜を得た非党派の情報を提供し始めた。代表部はケニアのナイロビに置かれている。IRIN は OCHA の事業であり国連機関であるが、記者は編集の独立を保障されており、全ての IRIN の記事には国連の見解を示すものではないとの但し書きが付く。
これ以降 IRIN は情報提供地域と分野を広げ、中央アジアの一部と中東をカバーし情報利用者は100万人を超えると見られている。2005年にネパールを加え、配信先は62ヶ国となった。ほとんどの記事は英語だが、僅かにフランス語、スワヒリ語、ダリー語の記事も配信している。ロシア語、アラビア語、ポルトガル語でも一部のサービスが計画されている。IRIN は地域編集部をナイロビ、ヨハネスブルグ、ダカール、ドバイに持つ。
2000年には IRINラジオ事業が開始され、地域の課題に対する報道能力が増大した。人道上の非常時にある多くの国では住民の大半は近くの田舎に留まっており、また都市のテレビの視聴や新聞の購読ができない貧困層も対象としている。このためラジオは多くの人々に情報を伝える最も有効な手段となっている。IRINラジオはアフガニスタン、アンゴラ、ブルンジ、コートジボワール、リベリア、ソマリア、スーダンで運営されている。
2001年にはアフリカでのエイズに関する情報の必要性に対応して専門の PlusNews が開設された。ヨハネスブルグを起点にして全配信国へサービスを広げつつある。2004年にはダカールを拠点にフランス語版も開設された。
2003年には分析部門をナイロビ本部につくり、国際的な問題に関する重要な報告も発表するようになった。それらは紛争地域での性暴力、難民の帰還、地雷などである。同年には北部ウガンダでの神の抵抗軍の反乱による影響に関する人道援助関係者とメディア向けの短編映画も作られた。2004年には正式に短編映画部門がナイロビ本部に開設され、いくつかの映画が制作された。これまでに制作された映画では女性器切除、2004年の西アフリカの蝗害、アフガニスタンでのアヘン栽培を扱っている。
2006年のメールとウェブ利用者の調査では、IRIN は回答者の57%が人道救助関係で働いており、14%についてはその多くが人道援助に関する学者であることが分かった。残りの多くは、コンサルタント、役人または他のメディアであった。IRINウェブサイトの利用者はより多様であり、自身の刊行物でIRINの報道を利用するメディアなどの二次情報の読者数は、直接ウェブサイトを見たり、メールサービスへ加入する者よりはるかに大きい。
IRIN への主な出資者はノルウェー、イギリス、スウェーデン、米国、EU、日本、オーストラリアなどの人道援助団体・機関等である。